# قاضی‌آباد (لواسان)
قاضی آباد یکی از محله‌های شهر لواسان در استان تهران است.این محله در کنار بلوار امام خمینی شهر لواسان و متصل به محله ناران و نجارکلای بالا و مابین آن دو قرار دارد که به صورت رسمی دارای سنگ ثبتی است و در گفتار عامیانه بنام [قاضی با] مصطلح گردیده است.